# Arenonemertes microps
Arenonemertes microps är en djurart som tillhör fylumet slemmaskar, och som beskrevs av Friedrich 1933. Arenonemertes microps ingår i släktet Arenonemertes och familjen Tetrastemmatidae. Inga underarter finns listade i Catalogue of Life.